# Nancy Sullivan
Nancy Sullivan é uma ex-atriz e comediante estadunidense, mais conhecida por seu papel como Audrey Parker-Nichols na sitcom Drake & Josh da Nickelodeon.